# Cargotec
Cargotec Oy (NASDAQ OMX: CGCBV) er en finsk koncern, der fremstiller fragthåndteringsmaskiner til skibe, havne, terminaler og lokal distribution. Cargotec blev etableret i juni 2005, da Kone Corporation blev delt i to børsnoterede virksomheder: Cargotec og det nye KONE.
Efter opsplitningen af Kone Corporation blev containerhåndterings- (Kalmar Industries AB), lastninghåndterings- (HIAB) og marinehåndterings- (MacGregor) forretningsenhederne til Cargotec. Til trods for dette har de enkelte forretningsenheder i Cargotec meget længere historier, som indeholder en serie af fusioner og opkøb gennem flere årtier.
Ved udgangen af 2015 havde Cargotec omkring 11.000 ansatte i over 100 lande. Omsætningen var på 3,729 mia. Euro (2015).

## Forretningsområder
Kalmar produkter og services benyttes i havne, terminaler, distributionscentre og i sværindustrier. Kalmar produkter inkluderer gaffeltrucks, terminaltraktorer, kajkraner, værftskraner, ASCs, shuttle og straddle carriers, reachstackers og udstyr til håndtering af tomme containere. På det seneste investerede Kalmar i terminalautomatisering og energi-effektiv containerhåndtering. 
Hiab produkter, services og reservedele benyttes til vejtransport og levering. Produktportefølgen inkluderer læsningskraner, aftagelige kraner, skovbrugskraner, genbrugskraner, lastbil-monterede gafler og tail-lifter.
MacGregor fokuserer på ingeniørløsninger og services til håndtering af marinegods og offshore laster. MacGregor produkter bruges i maritim transport, offshore og flåde logistikmarkeder i havne og terminaler såvel som ombord på skibe. 